# Ижский сельсовет
Ижский сельсовет — административная единица на территории Вилейского района Минской области Республики Беларусь.

## История
Ижский сельский Совет образован 15 января 1940 года.

## Географическое положение
Сельсовет граничит с Любанским и Нарочанским сельсоветами Вилейского района, Вишневским сельсоветом Сморгонского района Гродненской области, Сырмежским сельсоветом Мядельского района.

## Состав
Ижский сельсовет включает 27 населённых пунктов:
- Бересниха — деревня.
- Боровые — деревня.
- Дворец — деревня.
- Застенки — деревня.
- Зеноново — деревня.
- Зольки — деревня.
- Ижа — агрогородок.
- Канатиха — деревня.
- Колодки — деревня.
- Королевцы — деревня.
- Кулиха — деревня.
- Курники — деревня.
- Лесники — деревня.
- Лыцевичи — агрогородок.
- Любки — деревня.
- Лядо — деревня.
- Макаричи — деревня.
- Муляры — деревня.
- Н.Дубово — деревня.
- Роличи — деревня.
- Слобода — деревня.
- Спягло — деревня.
- Ст. Дубово — деревня.
- Тарасовичи — деревня.
- Утки — деревня.
- Шляпы — деревня.
- Ямы — деревня.

## Демография
На территории сельсовета 723 домохозяйства, проживает 1481 человек, в том числе:
- моложе трудоспособного возраста — 202
- в трудоспособном возрасте — 778
- старше трудоспособного возраста — 501

## Производственная сфера
- Ижское лесничество ГОЛХУ «Вилейский опытный лесхоз»
- Участок «Ижа, Лыцевичи» ГУП «Вилейское ЖКХ»
- Участок Вилейского филиала ГП «Миноблтопливо»
- Пожарно-аварийно-спасательный пост № 15 д. Зольки
- ОАО «Ижа». Общая площадь сельхозугодий ОАО «Ижа» составляет 4424 га, из них пашни 1380 га
- ОАО «Чурлёны». Общая площадь сельхозугодий ОАО «Чурлёны» составляет 4683га, из них пашни 2123 га
- Фермерские хозяйства: д. Боровые — Новосёлок Г. М. и аг. Лыцевичи — Сороко В. П.

## Социально-культурная сфера
- Здравоохранение: фельдшерско-акушерский пункт, врачебная амбулатория, аптека.
- Образование: учебно-педагогический комплекс детский сад-общеобразовательная средняя школа, учебно-педагогический комплекс детский сад-общеобразовательная базовая школа
- Культура: 2 сельских Дома культуры, 2 сельских библиотеки